# Kamen Goranov
Kamen Lozanov Goranov (in bulgaro Камен Лозанов Горанов?; Klisuritsa, 7 giugno 1948) è un ex lottatore bulgaro, specializzato nella lotta greco-romana.

## Palmarès

### Olimpiadi
- 1 medaglia:
  - 1 argento (Montréal 1976 nei pesi massimi)